# Hochwasserschutztor (Orsoy)
Das denkmalgeschützte Hochwasserschutztor von Orsoy, auch bekannt als Rheintor oder selten als Deichtor, ist eine Toranlage im Rheinberger Stadtbezirk Orsoy, welches seit dessen Fertigstellung im Jahr 1937 dem Hochwasserschutz der Deichanlagen im Orsoyer Rheinbogen dient. Das Tor ist nicht Teil der mittelalterlichen Stadtbefestigung, wird jedoch häufig mit dem historischen Stadttor, dem ursprünglichen Rheintor, verwechselt. Es stellt einen Durchbruch des Deichs dar und ermöglicht so die Zufahrt zur Fähre nach Duisburg-Walsum.

## Geschichte

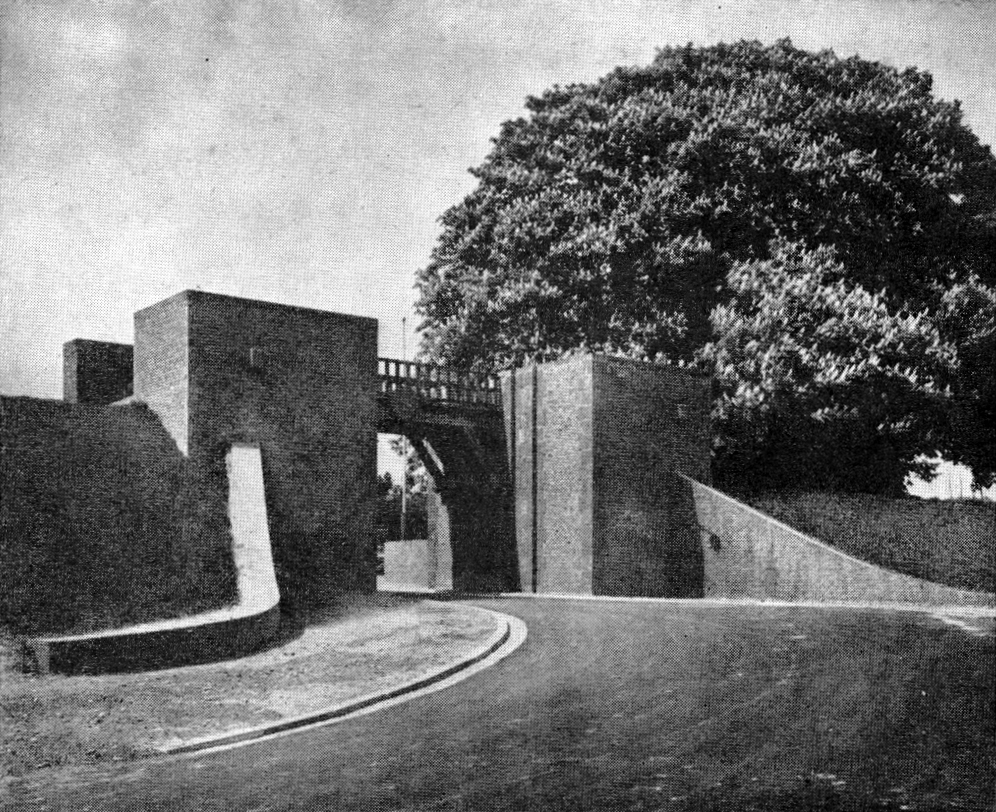
Das Rheintor Orsoy nach seiner Fertigstellung (rheinseitig, hier noch mit altem Rundwappen)

Das Orsoyer Deichtor entstand aufgrund der Erhöhung und Ertüchtigung der niederrheinischen Deichanlagen in den 1930er Jahren. Zum einen gab der verstärkte Hochwasserschutz die Bedingungen des in die Deichanlage integriertem Bauwerks vor, zum anderen sollte es die Befestigungen der Stadtmauer in Anlehnung an die historischen Stadttore ergänzen. Zudem sollte das Rheintor vom Rhein aus eine sichtbare Landmarke vom Fähranleger darstellen.
Das Bauvorhaben des Tores entspricht dem Entwurf der Düsseldorfer Architekten Helmut Hentrich und Hans Heuser im Jahre 1937. Ihr Entwurf greift die Form der historischen Stadttore Orsoys auf und vervollständigt die befestigte Wallpromenade des Rheindeichs.
Die Geländer der Rheintor-Brücke über die Fahrbahn sind aus Eichenholz. Daran war das Stadtwappen auf der Seite zum Ortskern hin befestigt. Ein weiteres Stadtwappen, welches gen Rheinseite befestigt war, wurde bereits Jahrzehnte zuvor gestohlen. Durch den Diebstahl des verbliebenen Wappenschildes im Jahr 2024 wurde das Geländer schwer beschädigt. Kurze Zeit später wurde das ursprüngliche Wappen, welches eher einem Siegel ähnelte, mit zwei klassischen Wappen Orsoys ersetzt. Diese sind diesmal gezielt aus günstigerem Material gefertigt um weitere Metalldiebstähle zu vermeiden. Ein drittes gleichgestaltetes Wappen wurde am etwas nördlicher gelegenen Anleger von Orsoy befestigt.

## Beschreibung
Das Tor ist in Anlehnung an die historischen Stadttore Orsoys gestaltet worden und vermittelt den Eindruck einer historischen Toranlage.
Das weitestgehend in Backstein ausgeführte Bauwerk besteht aus zwei kubistischen Pfeilern, die eine Holzbrücke tragen die die Straße, die zur Fähranlegestelle führt, überspannt.
Im Inneren des nördlichen Pfeilers führt ein Treppenaufgang von der Deichpromenade zur Brücke. 
Auf der dem Rhein zugewandten Seite befinden sich jeweils zwei als Nut im Mauerwerk in doppelt liegenden Reihen eingelassene vertikale Wandschlitze in den Torwangen, die dann bei drohendem Hochwasser mit Balken geschlossen werden können, um eine Flutung des dahinterliegendem Stadtgebiets zu vermeiden. 
Die Balken werden in den doppelt liegenden Reihen vorgesehenen Wandschlitzen eingebracht, so dass eine zweischalige Wand entsteht, wo dann der entstandenen Zwischenraum 
mit Sandsäcken aufgefüllt wird, und somit nach Bedarf schnell von Hand auf- und wieder abgebaut werden können.
Bis auf die Betonung der Ecksteinen und den Konsolen als Stützelemente der Holzbrücke und den Einfassungen der Wandschlitze aus Naturstein greift das backsteinsichtige Orsoyer Deichtor eine moderne Formensprache auf.

## Denkmalschutz
Das Hochwasserschutztor von Orsoy wurde am 19. Juni 1984 unter der Nummer 49 in die Liste der Baudenkmäler in Rheinberg eingetragen.